# Hittarp
Hittarp (på dansk: Hitterup ) er en skånsk forstad til Helsingborg i Alrum sogn og Kullen.
I danmarkstiden blev der brudt sandsten i Larød og Hitterup for at bygge Lund Domkirke og Kronborg Slot.  
Historisk har Hitterup været beboet af fiskerbønder, men i det 20. århundrede blev det en badeby, og i dag er det beboet af de rigeste mennesker i Helsingborg. 
Lige ved siden af Hitterup ligger Kulla Gunnarstorps slot (før 1658: Gundestrup i Kulden).